# Josef Vonkennel
Christoph Josef Vonkennel, geborener Christoph Joseph Vonkennel (* 9. August 1897 in München; † 13. Juni 1963 in Köln) war ein deutscher Dermatologe, Hochschullehrer und SS-Führer.

## Leben
Vonkennel nahm als Soldat am Ersten Weltkrieg teil. Nach der Explosion einer Handgranate verlor er 1916 an der Westfront das rechte Bein und musste seitdem eine Beinprothese tragen. Nach Kriegsende schloss sich Vonkennel dem Bund Oberland an. Vonkennel nahm nach dem Abschluss seiner Schullaufbahn ein Studium der Medizin an der Universität München auf. Politisch betätigte sich Vonkennel auch während seiner Münchner Studienzeit in völkischen Gruppierungen. So nahm er an antisemitischen Ausschreitungen gegen Mitglieder des Bundes der Studierenden jüdischen Glaubens teil und wurde deswegen zu einer sechstägigen Haftstrafe verurteilt.
Vonkennel beendete 1928 an der Universität München sein Studium mit Promotion zum Dr. med. Der Titel seiner 1931 erschienenen Dissertation lautete Experimentelle und histochemische Untersuchungen zur Wismut-Therapie.

## Zeit des Nationalsozialismus
Vonkennel war seit 1933 Mitglied der NSDAP. Er habilitierte sich Ende Dezember 1934 in München für Haut- und Geschlechtskrankheiten und lehrte dort danach als Privatdozent. Ab August 1937 übernahm Vonkennel die Vertretung eines Lehrstuhls an der Universität Kiel und war dort von März 1938 bis Frühjahr 1943 als ordentlicher Professor tätig. Er wurde 1941 Prorektor. An der Universität Kiel war er NS-Dozentenbundführer und widmete sich der Sulfonamid-Forschung. Von 1937 bis 1942 forschte Vonkennel zudem mit Josef Kimmig zur Chemotherapie der Gonorrhoe.
Vonkennel war Angehöriger des Sicherheitsdienstes des Reichsführers SS (SD) und Mitglied der Schutzstaffel (SS). Bei der SS stieg Vonkennel bis zum SS-Sturmbannführer auf und wurde beratender Dermatologe beim Reichsarzt SS. Der SD ordnete Vonkennel als „fanatischen Nationalsozialist[en] unter den Dermatologen Europas“ ein, der „jederzeit zu jedem einsatzbereit“ sei. Durch das Netzwerk des SD wurde Vonkennel bei seiner Berufung als ordentlicher Dermatologieprofessor an die Universität Leipzig unterstützt. Zuvor war Vonkennel am 15. Januar 1943 – angebahnt durch den Reichsführer SS Heinrich Himmler – mit dem Reichsarzt SS Ernst-Robert Grawitz einen Vertrag eingegangen, der nicht öffentlich wurde. In diesem Vertrag war vereinbart, dass Vonkennel unterstützt durch das SS-Wirtschafts- und Verwaltungshauptamt ein chemotherapeutisches Forschungsinstitut etablieren sollte, das zu Tarnungszwecken in einem Universitätsinstitut untergebracht war. Die dort gewonnenen Forschungsergebnisse sollte Vonkennel Himmler direkt zukommen lassen. Hintergrund war das Bestreben Himmlers, schnellstmöglich ein deutsches Penicillin entwickeln zu lassen, da die Briten im Rahmen der Penicillinforschung einen kriegswichtigen Vorsprung hatten. Um dieses Ziel schnellstmöglich zu erreichen, wurden vertraglich auch Menschenversuche an KZ-Häftlingen vereinbart. Ab April 1943 war Vonkennel ordentlicher Professor an der Universität Leipzig und leitete die dortige Universitätshautklinik sowie das Forschungsinstitut V (Vonkennel). In diesem von dem SS-Unternehmen Deutsche Heilmittel GmbH finanzierten Forschungsinstitut waren zehn Mitarbeiter beschäftigt. Unter ihnen befand sich auch der Mediziner Josef Kimmig. Das entwickelte Sulfonamid-Präparat DDS (Diaminodiphenylsulfon) sollte schließlich am Menschen getestet werden:

„Die Verbindung beim Menschen hat noch sehr unangenehme Nebenerscheinungen (starke Zystose), aber es wäre zu überlegen, ob man nicht doch einige orientierende Versuche beim Fleckfieberkranken machen soll, um die weitere Arbeit an der Entgiftung zu berechtigen. Können Sie uns eine Zusammenarbeit mit einer Klinik vermitteln?“

Aus dem KZ Buchenwald wandte sich schließlich der Lagerarzt Erwin Ding-Schuler konspirativ an Vonkennel, damit an der Außenstelle Buchenwald des Hygiene-Instituts der Waffen-SS – Abteilung Fleckfieber und Virusforschung die Experimente durchgeführt werden konnten. In Buchenwald wurden KZ-Häftlingen, die als Versuchspersonen dienten, mittels Giftgas Verbrennungen an der Haut zugefügt und danach die Wirksamkeit von Vonkennels Präparat getestet. Bei diesen Versuchen starben auch Häftlinge an den Folgen dieser Experimente. Vonkennel bewahrte jedoch Kimmigs Bruder, einen katholischen Geistlichen vor der Einweisung in ein Konzentrationslager, indem er ihn als seinen Chauffeur einstellte. In seiner Klinik war eine jüdische Assistentin beschäftigt. Vonkennel und seine Forschergruppe konnten 1944 erstmals in Deutschland ein Penicillin isolieren. Bei dem Bevollmächtigten für das Gesundheitswesen Karl Brandt war Vonkennel ab 1944 noch Angehöriger des wissenschaftlichen Beirates und laut Brandt „Führender Dermatologe der NS-Zeit“. Er wurde noch 1944 Mitglied der Deutschen Akademie der Naturforscher Leopoldina. Ende Januar 1945 wurde er zum Obersturmführer der Waffen-SS befördert. Albrecht Scholz zählt Vonkennel zu den „wichtigsten Forscherpersönlichkeiten des 3. Reiches“, der jedoch durch seine Kenntnis von den Menschenversuchen im KZ Buchenwald „ethische Grenzen“ überschritten hat.

## Nach Kriegsende
Vonkennel wurde im April 1945 durch Angehörige der US-Armee festgenommen und interniert. Im Zuge eines Spruchkammerverfahrens in Darmstadt wurde er 1948 im Rahmen der Entnazifizierung als entlastet eingestuft. Nach Entlassung aus der Internierung wurde Vonkennel Facharzt bei den Chemischen Werken Rheinpreußen in Moers. Das Vorhaben Vonkennel auf den Lehrstuhl nach Köln zu berufen stieß wegen dessen NS-Vergangenheit auf Bedenken der Dermatologen und Hochschullehrer Alfred Marchionini, Otto Grütz und Alfred Stühmer, die entsprechende Stellungnahmen abgaben. Dennoch folgte seitens der Universität Köln und dem zuständigen Kultusminister die Berufung Vonkennels. Von Anfang Mai 1950 bis zu seinem Tod war Vonkennel ordentlicher Professor für Haut- und Geschlechtskrankheiten an der Universität zu Köln und leitete dort die Universitätshautklinik. In dieser Funktion förderte er die Externaforschung und Nuklearmedizin und den Aufbau der operativen Dermatologie und dermatologischen Kosmetik. Zudem gehörte er dem Ärztlichen Sachverständigenbeirat des Bundesarbeitsministeriums für Fragen der Kriegsopferversorgung an. Gegen Vonkennel wurde seitens der Staatsanwaltschaft Köln ein Ermittlungsverfahren aufgrund der Versuche in Buchenwald eingeleitet, das nach dem Suizid Vonkennels eingestellt wurde.
Vonkennel war seit 1943 mit Waldtraut Sofia Elisabeth Vogelsang verheiratet. Er verstarb im Alter von 65 Jahren in Köln-Lindenthal.

## Ehrungen
- Verleihung der Schaudinn-Hoffmann-Plakette durch die Deutsche Dermatologische Gesellschaft (1963)

## Schriften (Auswahl)
- Die Malariabehandlung der Frühlues, Berlin 1927.
- Experimentelle und histochemische Untersuchungen zur Wismut-Therapie, Berlin 1931.
- Zur Prüfung silikonhaltiger Hautschutzsalben, Köln 1958.